# Le Mesnil-Simon (Eure y Loir)
 Le Mesnil-Simon  es una población y comuna francesa, en la región de  Centro, departamento de Eure y Loir, en el distrito de Dreux y cantón de Anet.

## Demografía
| 231 | 185 | 239 | 251 | 337 | 414 |
| Para los censos de 1962 a 1999 la población legal corresponde a la población sin duplicidades (Fuente: INSEE [Consultar]) |     |     |     |     |     |